# Lucien Hervé
Pour les articles homonymes, voir Hervé.
Lucien Hervé, né László Elkán  le 7 août 1910 à Hódmezővásárhely en Hongrie et mort le 26 juin 2007 à Neuilly-sur-Seine, est un photographe d'architecture français.
Il est surtout connu pour sa collaboration avec Le Corbusier dont il est le photographe attitré.
En 1937, il obtient la nationalité française.

## Biographie
László Elkán est né le 7 août 1910 à Hódmezővásárhely en Hongrie, fils de Lajos Elkán, négociant en cuir, conseiller municipal, et de Nelly Ritscher.
Il se dit descendant d'une famille de banquiers juifs de la ville de Barcelone, qui subirent en 1492, l'Expulsion des Juifs d'Espagne. En 1918, a famille Elkán déménage à Budapest. Son père meurt le 3 mars 1920.
En 1920, il commence ses études de piano. Il part pour Vienne (Autriche) en 1928, où il s'inscrit en qualité d’étudiant en économie. Parallèlement, il suit des cours de dessin aux Beaux-Arts. En été 1929, rejoint son frère à Paris et fréquente assidûment les musées. À la fin de l’année, il regagne Budapest. Il retourne à Paris, en février 1930. Il est employé de banque. 

### La couture
En 1932, il travaille, comme représentant de modéliste puis comme modéliste lui-même pour des maisons telles que : Patou, Rochas, Lelong, Paquin, Worth, Schiaparelli, Molineaux, Lanvin, Chanel. 

### La photographie
En juillet 1938, il commence à travailler avec Nicolás Muller, photographe hongrois, en qualité de rédacteur des textes des reportages photographiés pour Marianne Magazine. En septembre, à la suite des accords de Munich, Muller quitte la France.

### Sports
En 1920,  Il commence à pratiquer la lutte gréco-romaine parallèlement à beaucoup d’autres sports. En 1934, il est membre de l’équipe de France de volley-ball qui bat l’Allemagne en compétition officielle. 

### Seconde Guerre mondiale
En 1939, après le départ de Muller, il devient lui-même reporter-photographe pour Marianne Magazine (pour raison de convenances, il conserve le nom Muller). Appelé sous les drapeaux, au cinquième régiment d’infanterie, il est photographe à l’armée sous les ordres du colonel de Lattre de Tassigny.
Le 4 juin 1940, il  est fait prisonnier sur la plage de Dunkerque. Prisonnier de guerre à Hohenstein (Prusse-Orientale). Pendant sa captivité, il s’initie à la peinture. Porte-parole de la résistance au camp des prisonniers.
Le 2 février 1941, il est arrêté par la Gestapo pour ses activités de résistance à l’intérieur du camp. Il s’évade en septembre. Rejoint l’armée secrète à Grenoble. Responsable des ravitaillements des chantiers de haute montagne. À partir de fin 1941, appartient au maquis du Vercors. Il se fait appeler Lucien Hervé dans la Résistance.
En décembre 1943, il est appelé à Paris pour diriger l’activité clandestine du MNPGD (Mouvement national des prisonniers de guerre et des déportés).
En 1945, il  travaille à la direction du MNPGD, tout comme François Mitterrand. Rencontre Deng Xiaoping, dont il dessine le portrait, aux congrès de fondation de la Fédération syndicale mondiale. Adjoint au président de la Croix-Rouge française. Secrétaire général de l’Association des prisonniers et déportés soviétiques en France,

### Après la guerre
En février 1946, il est envoyé par Georges Bidault en mission consulaire à Budapest, où il reste trois mois.
En 1947, il  travaille épisodiquement comme affichiste de cinéma.
Il recommence à photographier puis est engagé par France Illustration pour couvrir la rubrique « Arts ». Parallèlement à la photographie, il rédige des articles sur des sujets artistiques. Travaille à Point de vue, Regards, Lilliput.
En 1949, il fait la connaissance du père dominicain Marie-Alain Couturier, qui le présente à Matisse.

### Politique
En 1932, il adhère au Parti communiste français. En 1935, il est très actif lors des grèves dans la couture. Il est permanent syndical (CGT). Il est élu secrétaire général de l’Union des syndicats du VIIIe arrondissement de Paris. En mars 1938, il est exclu du Parti communiste français. En 1943, il est réintégré dans le PCF clandestin. En janvier 1947, il est exclu du PCF.

### Vie privée
En février 1930, il vit avec Lucienne Savin. Il vit ensuiteIl avec Fernande Lacroix (vendeuse chez Patou) puis avec Mado Ferrand (première dans un atelier de couture). Il se marie avec Mado Ferrand en 1939. Ils divorcent en 1945. En 1947, il Rencontre Judith Molnar. En 1950, Le 3 novembre 1950, il se marie avec, mariage Judith Molnar, d'origine juive hongroise et rescapée d'Auschwitz. * 1957 : Le 2 mai 1957, ils ont un fils Daniel Rodolf Hervé.

### Mort
En 1965, il présente les premiers signes de la sclérose en plaques. Il meurt le 26 juin 2007 à Neuilly-sur-Seine dans sa 97e année

### Le Corbusier
Décembre, sur les conseils du révérend père Couturier, se rend à Marseille photographier l’Unité d’habitation de Le Corbusier. Envoie à Le Corbusier les six cent cinquante clichés pris en une journée. En réponse, Le Corbusier lui demande de devenir son photographe.
- 1950 : Commence à photographier intensivement pour Le Corbusier.
- 1950-1955 : Photographie régulièrement pour Le Corbusier et parallèlement pour de nombreux autres architectes : Alvar Aalto, Marcel Breuer, Kenzo Tange, Richard Neutra, Oscar Niemeyer, Aulis Blomstedt, ainsi que de nombreux architectes français (Bernard Zehrfuss, Jean Balladur, Georges Candilis, Henri Pingusson, Michel Écochard…) et pour des constructeurs tels que Jean Prouvé.
- 1955 : Accompagne Le Corbusier à Chandigarh et photographie aussi Ahmedabad.
- 1959 : Photographie l’Escorial et l’architecture populaire méditerranéenne en Espagne pour la réalisation de deux ouvrages qui ne verront pas le jour.
- 1961 : Deuxième voyage à Chandigarh. Sur le retour, profite de contrats avec la Fédération française d’Électricité, celle de la Sidérurgie, la revue Architecture d’aujourd’hui et Gallimard pour parcourir le monde : Japon, Cambodge, Sri Lanka, Turquie, Grèce, Crète, Californie, Mexique, Pérou et Brésil.
- 1962 : Chargé par le directeur de l’institut français d’archéologie au Moyen-Orient d’une mission photographique sur les sites archéologiques en Syrie, au Liban et en Iran.
- 1965 : 27 août, mort de Le Corbusier.

### Collages
- 1966-1970 : Réalise des collages en utilisant souvent ses photographies. Se remet progressivement à la photographie, continuant ses recherches sur l’abstraction commencées à la fin des années 1940.
- 1970 : Voyage en Belgique pour réaliser avec Pierre Puttemans les photographies d’un livre sur l’architecture moderne en Belgique, souvent accompagné et aidé par son fils. À partir des années 1970, membre de nombreux jurys de diplômes d’écoles d’architecture.
- 2004 : il initie le prix de la photo « Lucien Hervé et Rodolf Hervé », attribué tous les deux ans à un jeune photographe professionnel en début de carrière

### Style
« Dans les photographies de Lucien Hervé l’ombre et la lumière forment des contrastes riches et parfois violents, des compositions ou se retrouvent sans doute les traces proches ou lointaines des recherches du Bauhaus ou des constructivistes, en tous cas le goût de réinterprétations et de structuration du monde, de l’invention permanente. » 

## Sélection d'expositions photographiques

### Expositions personnelles
- 1985 : Perception de l'architecture, Rencontres d'Arles.
- 1999 : Architecte de l'ombre / Le beau court la rue", Rencontres de la photographie, Arles
- 2004 : Fotografie di architettura – Le Corbusier, Biennale Internazionale di Fotografia di Brescia, Italie
- 2005 : Lucien Hervé, L’œil de l’architecte, CIVA, Bruxelles
- 2007 : Construction - Composition / Le Corbusier – Lucien Hervé[6] Fondation Le Corbusier, Paris [7]
- 2007 : Le Corbusier – Lucien Hervé, Galerie Taisei, Tokyo
- 2007 : Rétrospective Lucien Hervé, Galerie Caméra Obscura, Paris
- 2007 : In memoriam Lucien Hervé, Galerie du Jour agnès b., Paris
- 2008 : Lucien Hervé, Photographies[8], Chapelle Bacchus, Besançon
- 2008 : Le Corbusier e Lucien Hervé Construção/Composição, Museu Colecção Berardo Arte Moderna e Contemporãnea, Lisbonne
- 2008 : Párizsi fotográfiák és művészportrék, Magyar Fotográfusok Háza – Mai Manó Ház, Budapest
- 2008 : Lucien Hervé – The Soul of an Architect, Michael Hoppen Photography, Londres
- 2009 : Architettura in immagini. Lucien Hervé fotografa Le Corbusier, Palazzo Te, Mantoue
- 2012 : Lucien Hervé, Galerie du Jour agnès b., Paris
- 2010 : Lucien Hervé, sculpteur d’images, Keitelman Galerie, Bruxelles
- 2010 : Lucien Hervé 100 [9], Szépművészeti Múzeum (Musée des beaux-arts), Budapest
- 2010 : Elkán László hazatér. Lucien Hervé 100, Emlékpont Múzeum, Hódmezővásárhely (Hongrie)
- 2011 : Vivants, Maison de la Photographie Robert Doisneau, Gentilly
- 2012 : « Contacts » – Lucien Hervé, Galerie Camera Obscura, Paris
- 2018 : Lucien Hervé, Festival Photofolies, Rodez

### Expositions collectives
- 2006 Isabelle Huppert. La femme aux portraits, Couvent des Cordeliers, Paris
- 2006 L’Inde dans tous les sens, Espace Louis Vuitton, Paris
- 2007 White & Black, Vasarely Múzeum, Budapest
- 2008 Paris Photo, Carrousel du Louvre, Galerie du Jour agnès b. és Galerie Caméra Obscura, Paris
- 2009 Retratos de Cidades : Le Havre – Brasília – Niterói, Museu de Arte Contemporânea de Niterói
- 2010 Architecture and Photography, ArteF Fine Art Photography Gallery, Zurich
- 2010 Le Havre. Images sur commandes, musée d'art moderne André-Malraux, Le Havre
- 2011 Made in Hungary, Michael Hoppen Gallery, Londres
- 2011 	Eyes on Paris, Deichtorhallen, Hambourg
- 2020 Entre quatre yeux, Lucien Hervé, Rodolf Hervé, Galerie Maubert, Paris[10]

### Livres et albums
- La Plus  Grande Aventure du monde. L‘architecture mystique de Cîteaux, en collab. Avec Francois Cali,  Arthaud,  Paris  1956
- Architecture of Truth, Thames & Hudson, Londres, 1956; George Braziller, New York, 1956. Nouvelle éd.: Architecture de Vérité / Architecture of Truth, Païdon, Paris-Londres, 2000
- Le Siège de l‘Unesco à Paris,  Freal & Cie, Paris, 1958; 2e  éd., Gerd Hatje, Stuttgart, 1958
- Épitészet és  Fénykép (Architecture et Photographie) Akadémia  Kiadó,  Budapest,  1968
- Le  Beau court  la  rue,  Gérim, Paris,  1970
- Le  Corbusier, l‘artiste et l’écrivain,  Griffon, coll. « Arts plastiques du XXe siècle » dirigée par Marcel Joray, Neuchâtel, Suisse,  1970
- Az Építészet  nyelve (Langage de l’architecture), Corvina, Budapest, 1983
- Lucien Hervé, texte et entretiens par Attila Batár, Hét Torony Kiadó, Budapest, 1992
- Intimité et Immensité, en collaboration avec Bernard Noël, Téménos, Paris, 1994
- Die Geschicht Als Architekt, Der Moker Steig, texte d‘Attila  Batár, Mölker Verlag, Vienne, Budapest, 1995
- Lucien Hervé : L'homme construit, textes de Olivier Beer, coll. L'Œuvre photographique, Seuil, Paris, 2001  (ISBN 2020490439)
- Amis inconnus, textes de Noel Bourcier et de Pierre Borhan, Filigranes Éditions, 2002
- The Eiffel Tower, introduction par Barry Bergdoll, Princeton Architectural Press, New York, 2003
- Le Corbusier / Lucien Hervé. Contacts, textes par Béatrice Andrieux, Quentin Bajac, Michel Richard, Jacques Sbriglio, éd. Éd Seuil, Paris, 2011 (Le Corbusier & Lucien Hervé. The Architect and the photographer. A dialogue. Thames & Hudson, London, 2011; Le Corbusier & Lucien Herve: A Dialogue Between Architect and Photographer, The Getty Institute, Los Angeles, 2011; Le Corbusier / Lucien Hervé: Kontakte, Schirmer / Mosel Verlag, 2011
- Lucien Hervé, entretiens par Hans Ulrich Olbrist, Manuella Éditions, Paris, 2011

### Portfolios
- Lucien Hervé, texte Michel Ragon, Éditions du Moniteur, Paris, 1998
- Le Corbusier (tiré à 10 exemplaires), Phot'œil, 1989
- Les Constructeurs (tiré à 30 exemplaires), Forum des Arts, 1999, avec un poème d'Olivier Beer
- Paris (tiré à 30 exemplaires), Forum des Arts, 1999, avec un poème d'Olivier Beer
- Enfance (tiré à 30 exemplaires), Forum des Arts, 1999, avec un poème d'Olivier Beer
- Le Corbusier (tiré à 30 exemplaires), Forum des Arts, 1999, avec une préface de Lucien Hervé et un poème d'Olivier Beer
- Jean Prouvé (tiré à 30 exemplaires), 1999, réalisé pour la Galerie 54 avec une préface de Lucien Hervé et un poème d'Olivier Beer

### Catalogues d’expositions
- 1966   Langage de l'architecture, « Lucien Hervé par lui-même », musée de l'Art contemporain, Skopje (mai-juin)
- 1985   Lucien Hervé, texte de Jean Dieuzaide : « Lucien Hervé : voir ce que nous ne voyons pas », galerie municipale du Château d'Eau, Toulouse (avril)
- 1988   Mois de la photo 1988, Paris Audiovisuel : « Rétrospective Lucien Hervé. Architecture de l'image, image de l'architecture », par Gilles Neret, p. 174.
- 1988   Mint minder ember... (Comme tous les hommes) [titre de l'exposition « Lucien Hervé, photographe »], texte de Lucien Hervé et György Somlyó, Budapest (19 mars-17 avril)
- 1991   FNAC et sa collection 1968 à 1991, texte de Jean Dieuzaide, galerie municipale du Château d'Eau, Toulouse (collective)
- 1992   De essentie van het fragment (L'essence du fragment, L H., photos d'architecture), textes par Tjeerd Bousma et Margit Tamás, Institut d'architecture des Pays-Bas, Rotterdam
- 1992   Tirages de l'époque : 1938-1962, galerie Taisei, Tokyo
- 1992   Première Photo, éditions de la galerie du Jour Agnès b., Paris (collective)
- 1994   La Jeune Fille dans la ville. La Ville et la Modernité, éditions de la galerie du Jour Agnès b., Paris (collective)
- 1994   Mois de la photo 1994, Paris Audiovisuel : Lucien Hervé. Capitales d'empire, Persépolis, Fatehpur Sikri, p. 110-113.
- 1996	Photos leurres, éditions de la galerie du Jour Agnès b., Paris (collective)
- 1996   Mois de la photo 1996, Paris -Audiovisuel : Photo leurres, p. 180-181.
- 1996  L'arquitectura de Le Corbusier, Fondation Caixa Castello, Barcelone
- 1997   Architecture de Le Corbusier, textes par Lucien Weygand et Jacques Sbriglio, Hôtel du département, Conseil général des Bouches-du-Rhône (5-23 mai)
- 1998	The Soul of an Architect, texte de Zaha Hadid, Michael Hoppen Photography, London (20 mars-2 mai)
- 1999	Vive les modernités !, XXXe Rencontres internationales de la photographie d'Arles, Actes Sud : « Lucien Hervé. Architecture de l'ombre. Le beau court la rue », par Didier Brousse.
- 2002 	Lucien Hervé, Szent István Király Múzeum, Székesfehérvár
- 2003 	Lucien Hervé – Anna Mark, Hôtel des Arts, Conseil général du Var, Toulon
- 2005 	Lucien Hervé, L’œil de l’architecte, textes de Barry Bergdoll, de Véronique Boone et de Pierre Puttemans, CIVA, Bruxelles
- 2007 	Brasília | Chandigarh | Le Havre - Portraits de villes, Somogy Éditions d’art – Musée Malraux, Le Havre
- 2007	Lucien Hervé, texte par Imola Gebauer, Erdész & Makláry Fine Arts, Budapest
- 2009 Architettura in immagini. Lucien Hervé fotografa Le Corbusier., Palazzo Te 1525, Skira
- 2010 Lucien Hervé 100 , texte par Imola Gebauer, Szépművészeti Múzeum, Budapest

### Articles
- « Histoire d'une robe... et de 91 paires de mains », Marianne Magazine, no 12, 14 juin 1939, p. 42-46.
- « Cité d'artistes », France Illustration, no 213, 12 novembre 1949
- Paris vu des toits et des clochers, France Illustration, no 324, décembre 1951
- Le siège de l'Unesco à Paris, L'Architecture d'aujourd'hui, no 58, janvier 1955, p. 26-31.
- L'unité d'habitation à Nantes-Rézé, L'Architecture d'aujourd'hui, no 66, juillet 1956, p. 2-11.
- Le siège de l'Unesco à Paris, Aujourd'hui, no 8, juin 1956, p. 58-63.
- À propos de la photographie d'architecture, Aujourd'hui, no 9, juillet 1956, p. 28-31.
- Observatoire de Jaipur, Aujourd'hui, no 9, juillet 1956, p. 34-37.
- La maison de Pierre Jeanneret à Chandigarh, Aujourd'hui, no 9, juillet 1956, p. 62-63 et 64-67.
- Inde et Chandigarh, L'Architecture d'aujourd'hui, no 67-68, août-septembre 1956, p. 172-197.
- Japon : parallèles et divergences, L'Architecture d'aujourd'hui, no 98, octobre-novembre 1961, p. 6-20; Centre culturel, Tokyo, p. 28-33.
- Chandigarh, capitale du Pakistan, L'Architecture d'aujourd'hui, no 101, avril-mai 1962, p. 4-21.
- Visite à Brasilia, L'Architecture d'aujourd'hui, no 101, avril-mai 1962, p. 22-37.
- Mon fantastique... enfin défini, L'Architecture d'aujourd'hui, no 102, juin-juillet 1962, p. 106-111.
- Villes mortes de la Syrie du Nord, Jardin des arts, no 107, octobre 1963, p. 32-43.
- Brigitte Ollier, « Dernière épreuve », dans Libération, 28 juin 2007
- Claire Guillot, Lucien Hervé, photographe, dans Le Monde, carnet du mardi 10 juillet 2007

## Documentaires
- Anne Ikhlef, Concerto en noir et blanc documentaire, 50 min - 2007
- Illés Sarkantyu, Lucien Hervé, documentaire, 26 min - 2010
- Gerrit Messiaen, Lucien Hervé photographe malgré lui, documentaire, 52 min - 2013

### Honneurs
- 1985 : Médaille de la ville d’Arles, ayant été l’un des premiers donateurs de ses photos au Musée Réattu.
- 1988 : Mention spéciale du jury du mois de la photo à Paris.
- 1992 : Chevalier de la Légion d'honneur
- 1993 : L’Académie d’Architecture de la Ville de Paris lui remet la Médaille des Arts Plastiques.
- 1994 : Chevalier des Arts et des Lettres.
- 2000 : Grand Prix de photographie de la Ville de Paris. 13 octobre perte de son fils Daniel Rodolf Hervé, photographe et vidéaste.
- 2001 : Élu membre de l’Académie des Arts et des Lettres « Széchenyi » (Széchenyi Irodalmi és Művészeti Akadémia)